# Навруз Ахмед-хан
Навруз Ахмед-хан (*1510 — 1556) — 8-й хан Держави Шейбанідів у 1551—1556 роках. Відомий також як Барак-хан.

## Життєпис
Син Суюнч-Ходжа-хана. Народився 1510 року. Освіти здобув під орудою історика З.Васіфі. 1532 року після смерті старшого брата Келди Мухаммеда успадкував володіння Шаш. Продовжив політику останнього з втручання в справи Казахського ханства, де точилася боротьба за владу. 1537 року уклав союз з Абд-ар-Рашидом, ханом Могустана. Спільно з ним в місцевості Бурхачха у річки Келес здобув велику перемогу над казахами. У 1538—1539 роках брав участь в успішному поході Убайдулли-хана з підкорення Хівинського ханства.
Після смерті Абдуллатіф-хана в 1551 році захопив Самарканд, де оголосив себе верховним ханом Держави Шейбанідів. Невдовзі це підтвердив загальний курултай. Втім фактично не контролював інші володіння, де панували його родичі.
До того ж зазнав декількох спроб з боку Муртази-султана (представника Сибирських Шибанідів) захопити Бухару. В останній 1552 року отаборився Бурхан-султан (онук Убайдулли-хана) спільно з Мухаммадом Яром (онуком Мухаммеда Шейбані).
Навруз Ахмед-хан організував нові іригаційні роботи, намагався здійснити економічні реформи країни. Він карбував монети з написом «справедливий серед хаканів свого часу, Хакан син хакана Абулгазі бахадурхан». Також прибудував до мавзолею свого батька в Шаші медресе, назване його ім'ям. Навруз Ахмед-хан наказав побудувати Мавзолей Абдул-Азіз-Баби у Сайрамі.
Намагався приборкати султанів зі своєї династії. Спочатку відібрав Карші в Худайберди-султана (син Абу Саїда-хана). Потім Навруз Ахмед-хан 1552 рушив на Кеш (тут панував Султан Саїд-султан, брат Худайберди-султана), намагаючись повернути його під владу верховного хана. Проти нього виступили його родичі Абдулла-султан з Карміну і Пірмухаммед з Балху. Тому хан відступив до Самарканду. 1553 року відбив спробу Абдаллах-султана з Карміну захопити Самарканд.
1554 року хан відібрав області Міянкал, Несеф і Кеш у нащадків Джанібек-султана (онука Абулхайр-хана), перемігши їх у 10 грудня запеклій битві біля Карші, який передтим захопив Абдаллах-султан. В результаті Рустам-хан (стрийко Абдаллах-султана), загинув, а його союзники Узбек-хан, Хосров-султан, Дустім-султан, Ібадаллах-султан втекли до Балху. Захопив за цим Кармін, який передав синові Дос-Мухаммед-султану. 15 квітня 1555 року біля Фаррахіну завдав поразки балхському володареві Пірмухаммеду.
Невдовзі за цим, скориставшись загибеллю Мухаммеда Яра, якого наказав вбити Бурхан-султан, Навруз Ахмед-хан вирішив спробувати захопити Бухару. Облога цього міста тривала 3 місяці 1555 року. Бурхан-султан звернувся по допомогу до Абдулли-султана, фактичного правителя Карміна. У битві біля Фараби війська Навруз Ахмед-хана зазнали поразки. Після цього Абдулла-султан зайняв Бухару. Водночас Султан Саїд-султан захопив Самарканд. Втім Навруз Ахмед-хан швидко відвоював столицю, загратувавши Султан Саїд-султана, а потім відправив до могулістанського хана Абд-ар-Рашида.
Після цього розпочав перемовини з османських султаном Сулейманом I щодо вторгнення до Хорасану (в цей час тривала османсько-перська війна). Проте бажання приборкати решту султанів в Мавераннахрі завадили Навруз Ахмед-хану це зробити.
Того ж року Навруз Ахмед-хан об'єднався з Бурхан-султаном, завдяки чому вигнав Абдуллу-султана з Бухари. Натомість Бурхан-султан визнав зверхність хана. Втім 1556 року Абдулла-султан і Пірмухаммед за підтримки узбецького племені дурман знову відвоювали Бухару.
Помер у місцині Рабат-Ходжа, неподалік від Самарканду 10 вересня або 23 листопада 1556 року. Його наступником у Шаші та Туркестані став його син Баба-султан. Владу верховного хана отримав Пірмухаммед-хан I.